# Didactique des sciences
Pour des articles plus généraux, voir Didactique et Sciences.
La didactique des sciences est une discipline scientifique se proposant d'effectuer des recherches sur l'enseignement et l'apprentissage des sciences. En collaboration avec la psychologie, la pédagogie et plus généralement les sciences de l'éducation, elle s'appuie sur le champ spécifique d'une science donnée (physique, chimie, mathématiques). On retrouve donc des didactiques spécifiques telles que la didactique des sciences physiques, de la chimie, des mathématiques, de la biologie…
La didactique des disciplines étend le champ et les concepts de la didactique des sciences à des matières non issues de disciplines scientifiques : didactique de l'éducation physique et sportive, didactique des arts plastiques, didactique de la musique, didactique de l'histoire, didactique de la géographie…

## Conceptions
De nombreux travaux en didactique des sciences ont porté sur la compréhension et l'identification de conceptions chez les élèves et les étudiants[réf. souhaitée]. Ces travaux ont montré que les apprenants arrivent en cours de sciences en ayant déjà des idées sur la manière dont fonctionne le monde. Certaines de ces idées sont en contradiction avec le contenu du cours scientifique. En effet, de nombreuses explications scientifiques sont contre-intuitives. Cette idée a été largement développée par le philosophe G. Bachelard dans son ouvrage intitulé La formation de l'esprit scientifique (où Bachelard reproche d'ailleurs aux enseignants de ne pas tenir compte de ces idées préconçues chez leurs élèves).
Les spécialistes se sont alors intéressés à décrire les raisonnements que les apprenants construisent en interagissant "naturellement" avec le monde qui les entoure[réf. souhaitée]. Certains se sont surtout intéressés à documenter ces conceptions domaine par domaine[réf. souhaitée]. D'autres ont cherché à trouver des principes plus généraux. Le vocabulaire pour parler de ces conceptions varie en fonction des auteurs et des autrices car chaque mot (connaissances naïves, misconceptions, représentations, conceptions alternatives, p-prime, facettes de connaissance, ...) recouvre un concept un peu différent. Ces travaux ont conduit à la création de nombreux tests de type questionnaire à choix multiples (QCM) permettant de diagnostiquer la prévalence de ces conceptions chez les apprenants. Un exemple connu est le "Force Concept Inventory" qui permet d'étudier les conceptions des étudiants sur les forces en mécanique du point (physique).
Les recherches en didactique ont aussi porté sur la manière de tenir compte de ces conceptions pour enseigner. Il a été montré qu'un enseignement qui ne tient pas compte des conceptions des apprenants ne leur permet pas de faire évoluer leurs structures mentales. Dans ce cas, les apprenants continueront à raisonner de manière non-scientifiques quand les contextes seront éloignés de ce qui aura été vu en cours.

## La théorie des situations didactiques
L'un des cadres théoriques de la didactique française des mathématiques les plus connus est la théorie des situations didactiques qui a été conceptualisée par Guy Brousseau. Cette théorie introduit en particulier la notion de contrat didactique. Celui-ci décrit les attentes réciproques entre les élèves et l'enseignant qui sont spécifiques à la discipline enseignée. Le contrat didactique implique une détermination implicite, qui n’est ni écrite ni énoncée clairement, des rôles respectifs de l’élève et du maître, dans la classe et par rapport au savoir.

### Les «effets» de contrat
À travers l'étude de plusieurs situations d'enseignement, G.Brousseau identifie plusieurs effets de contrats qui compromettent les apprentissages.

#### Topaze
L'effet Topaze consiste pour l'enseignant à vider de leur sens et de leur contenu cognitif les questions qu'il pose.

#### Jourdain: I et II
« C'est une dégénérescence non triviale de l'effet Topaze : Le professeur, pour éviter le débat de connaissance avec l'élève et éventuellement le constat d'échec, admet de reconnaître dans les comportements ou dans les réponses de l'élève, bien qu'elles soient en fait motivées par des causes banales, l'indice d'une connaissance savante. »
L'effet est souvent séparé en deux types.

##### Jourdain I
Changer de but pour qu'il soit réalisable et réalisé ; de permettre que l'élève ne s'arrête à résoudre uniquement des problématiques simplifiées.

##### Jourdain II
S'arrêter au technique sans par-derrière chercher une réelle explication ou compréhension.
C'est ce que Brousseau appelle « préférer des problématiques secondaires au débat principal, parce que c'est là qu[e l'enseignant] a investi son désir. »[réf. souhaitée]

#### Dienès
L'effet est défini par Brousseau comme « l'effet prétendument scientifique d'une (fausse) assurance psychologique ou didactique qui soulage le professeur (et l'élève) de la gestion d'une partie décisive du contrat didactique, alors qu'en fait il n'y a aucune garantie effective du résultat. » C'est-à-dire, en se limitant qu'à des analogies, l'enseignant fait abstraction de l'abstraction-même, et prétend que jouer avec des exemples concrets suffise à dire que l'élève ait intégré la généralisation.[réf. souhaitée]

#### Papy
L'enseignant remplace l'activité didactique par un discours métadidactique.  Par exemple, l'enseignant se focalise sur un formalisme tout en négligeant l'étape intermédiaire qui permettrait à l'élève de passer du concret à l'abstrait.  Le formel isolé de l'intuition devient une fin à lui-même ; c'est le discours métadidactique.
« Exemple.
» [...]
» d) Le contrôle « cognitif » ayant échappé, seule la convention « didactique » (la définition d'un lot de questions rituelles et de réponses standard) permet de perpétuer le contrat didactique. Savoir faux — procédés formels. Questionnaires conventionnels — etc. Dans les classes le processus continu et se combine avec un autre processus. »

#### Socrate
Dans le dialogue platonique Ménon, lors de l'épisode de la Vérification de la réminiscence, Socrate cherche à prouver que tout savoir est inné ; simplement en posant des questions à un esclave à priori ignorant, soutient-il, celui-ci sera en mesure de générer le savoir de la racine carrée de deux.
Cependant, les questions posées sont des questions orientées ; l'élève n'a qu'à répondre oui ou non, sans réellement réfléchir.  D'où l'« effet Socrate », qui consiste à retirer la tâche de compréhension à l'apprenant.

## Revues
- Recherches en didactique des sciences et des technologies, revue spécialisée, url
- International Journal of Science Education, revue spécialisée, url